# Nello Daniele
(Il Mare che Sento, 1998)
Nello Daniele (Napoli, 8 novembre 1964) è un musicista, cantautore e chitarrista italiano.

## Biografia
Fratello del più noto cantante Pino Daniele, respira musica fin da bambino. Già giovane inizia a suonare nei locali napoletani. 
Nel 1998 presenta il suo primo album.

## Stile
Attraverso il suono della sua chitarra latina, riesce ad associare elementi in stile giamaicano della sua band, e trasmette una buona dose di emotività, che gli permette di spaziare tra vari generi musicali e girare l'Italia.

## Partecipazioni
Tra le sue partecipazioni il "Premio Ciampi" (2002), il "Premio Carosone" (nelle edizioni 2002 e 2005) e il "Premio Recanati" (2003).
Nel 2005 ha partecipato al “Premio Nobel Dario Fo”, incidendo un brano e collaborando con l'artista
Nell'ultimo album molto significative sono le partecipazioni di "grandi" della tradizione partenopea come Enzo Gragnaniello e James Senese. Di notevole spessore sono anche le partecipazioni di Gianni Donzelli degli Audio 2 e Francesco Baccini.

## Discografia
- Si potrebbe amare (1999)
- Dimmi che è vero (2001)
- Aspettando 'o soul (2006)
- Lo Sciacallo (2008)
- Uguali a ieri (2010)
- Io Bianco Io Nero (2014)

"Cosa farò da grande", "Dimmi che è vero" che hanno avuto un discreto successo a livello radiofonico, soprattutto presso le emittenti radiofoniche campane, dove i brani venivano fatti passare in heavy rotation 
Alcuni anni fa ha ottenuto un discreto successo col singolo Sogno americano.